# Гюн-хан
Гюн-хан — солнечный хан в тюркской и алтайской мифологии. Он также известен как Кюн-хан. Он сын Огуз-хана, рожденный от его второй небесной жены. Племя Кайи является самым известным среди племен, происходящих от Гюн-хана.
Гюнхан — второй и последний хан древнеогузского туркменского государства.
Это мифологическое выражение восхищения Солнцем из-за его света, который является источником жизни на Земле. Предшественник Гюн-хана — птица Лачин (Ястреб). Имеет синий цвет. Используется для охоты на других птиц. Гюн-хан поставил золотой шатер. С правой стороны у него есть шест на высотой сорок саженей. На шесте — золотой цыпленок. Потому что в тюркской мифологии золото — метафорический символ Солнца. Если беременная женщина видит во сне Солнце, у неё будет дочь. Наблюдать за закатом не очень хорошо. Злые существа пытаются утопить Солнце, поэтому на закате оно окрашивается в красный цвет. Такие проклятия, как «Не видеть тебе дневного света», занимают важное место в народных верованиях.